# Coupe d'Écosse de football 2010-2011
Navigation
2009-2010 2011-2012
La Coupe d'Écosse de football 2010-2011 est la 126e édition de la Coupe d'Écosse de football. Le vainqueur est le club du Celtic, grâce à une victoire 3 buts à 0 face à l'équipe de Motherwell

## Calendrier de l'épreuve
| Tour             | Date des premiers matchs                       | Rencontres | Rencontres | Clubs   |
| Tour             | Date des premiers matchs                       | Joués      | Rejoués    | Clubs   |
| ---------------- | ---------------------------------------------- | ---------- | ---------- | ------- |
| Premier tour     | 25 septembre 2010 / rejoués 2 octobre 2010     | 17         | 7          | 81 → 64 |
| Deuxième tour    | 23 octobre 2010 / rejoués 30 octobre 2010      | 16         | 4          | 64 → 48 |
| Troisième tour   | 20 novembre 2010 / rejoués 4 janvier 2011      | 16         | 3          | 48 → 32 |
| Quatrième tour   | 8-11 janvier 2011 / rejoués 18-25 janvier 2011 | 16         | 7          | 32 → 16 |
| Cinquième tour   | 5-6 février 2011                               | 8          | 1          | 16 → 80 |
| Quarts de finale | 12 mars 2011                                   | 4          | 2          | 8 → 4   |
| Demi-finales     | 16-17 avril 2011 (ou week-end suivant)         | 2          | N/A        | 4 → 2   |
| Finale           | 21 mai 2011                                    | 1          | N/A        | 2 → 1   |

Du premier tour au quarts de finale, les matchs se terminant sur un score nul sont rejoués. Par contre, en demi-finale et en finale, il y a prolongation et éventuelles séances de tirs au but en cas d'égalité à l'issue du temps réglementaire.

## Premier tour
| Équipe accueillant      | Score | Équipe visiteuse       |
| ----------------------- | ----- | ---------------------- |
| Golspie Sutherland      | 2–2   | Fort William           |
| Rothes                  | 2–2   | Nairn County           |
| Civil Service Strollers | 1–2   | Wigtown & Bladnoch     |
| Edinburgh City          | 1–0   | Clachnacuddin          |
| Glasgow University      | 1–0   | Burntisland Shipyard   |
| Beith Juniors           | 2–0   | Linlithgow Rose        |
| Coldstream              | 1–3   | Forres Mechanics       |
| Fraserburgh             | 3–3   | St. Cuthbert Wanderers |
| Hawick Royal Albert     | 0–3   | Dalbeattie Star        |
| Newton Stewart          | 1–1   | Preston Athletic       |
| Edinburgh University    | 2–2   | Brora Rangers          |
| Deveronvale             | 0–0   | Inverurie Loco Works   |
| Lossiemouth             | 0–2   | Whitehill Welfare      |
| Vale of Leithen         | 1–3   | Keith                  |
| Huntly                  | 2–2   | Girvan                 |
| Selkirk                 | 1–6   | Bo'ness United         |
| Gala Fairydean          | 1–6   | Sunnybank              |

Source : Scottish FA.

### Matchs rejoués
| Équipe accueillant     | Score | Équipe visiteuse     |
| ---------------------- | ----- | -------------------- |
| Fort William           | 2–3   | Golspie Sutherland   |
| Nairn County           | 4–1   | Rothes               |
| St. Cuthbert Wanderers | 3–1   | Fraserburgh          |
| Preston Athletic       | 3–0   | Newton Stewart       |
| Brora Rangers          | 2–1   | Edinburgh University |
| Inverurie Loco Works   | 0–5   | Deveronvale          |
| Girvan                 | 2–1   | Huntly               |

## Deuxième tour
| Équipe accueillant | Score | Équipe visiteuse       |
| ------------------ | ----- | ---------------------- |
| Deveronvale        | 1–0   | Dalbeattie Star        |
| Forres Mechanics   | 0–0   | East Stirlingshire     |
| Preston Athletic   | 0–0   | Annan Athletic         |
| Clyde              | 1–2   | Berwick Rangers        |
| Wigtown & Bladnoch | 1–7   | Buckie Thistle         |
| Beith Juniors      | 7–1   | Glasgow University     |
| Nairn County       | 0–1   | Cove Rangers           |
| Keith              | 0–3   | Spartans               |
| Stranraer          | 9–0   | St. Cuthbert Wanderers |
| Bo'ness United     | 2–1   | Queen's Park           |
| Whitehill Welfare  | 4–3   | Wick Academy           |
| Golspie Sutherland | 2–2   | Girvan                 |
| Montrose           | 1–1   | Arbroath               |
| Edinburgh City     | 2–4   | Threave Rovers         |
| Albion Rovers      | 0–1   | Sunnybank              |
| Elgin City         | 5–3   | Brora Rangers          |

### Matchs rejoués
| Équipe accueillant | Score | Équipe visiteuse   |
| ------------------ | ----- | ------------------ |
| Annan Athletic     | 5–0   | Preston Athletic   |
| Arbroath           | 2–3   | Montrose           |
| East Stirlingshire | 4–0   | Forres Mechanics   |
| Girvan             | 4–0   | Golspie Sutherland |

## Troisième tour
| Équipe accueillant | Score | Équipe visiteuse   |
| ------------------ | ----- | ------------------ |
| Airdrie United     | 2–2   | Beith Juniors      |
| Alloa Athletic     | 4–2   | Raith Rovers       |
| Ayr United         | 5–0   | Sunnybank          |
| Bo'ness United     | 0–2   | Buckie Thistle     |
| Brechin City       | 2–2   | Annan Athletic     |
| Cove Rangers       | 0–3   | Berwick Rangers    |
| Dumbarton          | 1–2   | Greenock Morton    |
| East Fife          | 3–1   | Forfar Athletic    |
| Elgin City         | 2–1   | Livingston         |
| Montrose           | 3–1   | Whitehill Welfare  |
| Peterhead          | 2–0   | Cowdenbeath        |
| Ross County        | 4–1   | Deveronvale        |
| Spartans           | 1–2   | East Stirlingshire |
| Stenhousemuir      | 2–2   | Threave Rovers     |
| Stirling Albion    | 1–3   | Partick Thistle    |
| Stranraer          | 4–2   | Girvan             |

### Matchs rejoués
| Équipe accueillant | Score | Équipe visiteuse |
| ------------------ | ----- | ---------------- |
| Annan Athletic     | 2–5   | Brechin City     |
| Beith Juniors      | 3–4   | Airdrie United   |
| Threave Rovers     | 1–5   | Stenhousemuir    |

## Quatrième tour
| Équipe accueillant           | Score | Équipe visiteuse     |
| ---------------------------- | ----- | -------------------- |
| Aberdeen                     | 6–0   | East Fife            |
| Berwick Rangers              | 0–2   | Celtic               |
| Dundee                       | 0–4   | Motherwell           |
| Dundee United                | 0–0   | Ross County          |
| East Stirlingshire           | 1–0   | Buckie Thistle       |
| Falkirk                      | 2–2   | Partick Thistle      |
| Greenock Morton              | 2–2   | Airdrie United       |
| Hamilton Academical          | 2–0   | Alloa Athletic       |
| Heart of Midlothian          | 0–1   | Saint Johnstone      |
| Hibernian                    | 0–0   | Ayr United           |
| Inverness Caledonian Thistle | 2–0   | Elgin City           |
| Montrose                     | 2–2   | Dunfermline Athletic |
| Queen of the South           | 1–2   | Brechin City         |
| Rangers                      | 3–0   | Kilmarnock           |
| Stenhousemuir                | 0–0   | Stranraer            |
| Saint Mirren                 | 0–0   | Peterhead            |

### Matchs rejoués
| Équipe accueillant                         | Score | Équipe visiteuse |
| ------------------------------------------ | ----- | ---------------- |
| Airdrie United                             | 2–5   | Greenock Morton  |
| Ayr United                                 | 1–0   | Hibernian        |
| Dunfermline Athletic                       | 5–3   | Montrose         |
| Partick Thistle                            | 1–0   | Falkirk          |
| Peterhead                                  | 1–6   | Saint Mirren     |
| Ross County                                | 0–0   | Dundee United    |
| Dundee United s’impose 4–3 aux tirs au but |       |                  |
| Stranraer                                  | 4–3   | Stenhousemuir    |

Malgré sa défaite, Buckie Thistle est qualifié pour le tour suivant à la suite de la disqualification d'East Stirlingshire pour avoir aligné un joueur non qualifié.

## Cinquième tour
| Équipe accueillant           | Score | Équipe visiteuse     |
| ---------------------------- | ----- | -------------------- |
| Aberdeen                     | 1–0   | Dunfermline Athletic |
| Ayr United                   | 1–2   | Saint Mirren         |
| Buckie Thistle               | 0–2   | Brechin City         |
| Hamilton Academical          | 1–3   | Dundee United        |
| Inverness Caledonian Thistle | 5–1   | Greenock Morton      |
| Saint Johnstone              | 2-0   | Partick Thistle      |
| Stranraer                    | 0–2   | Motherwell           |
| Rangers                      | 2–2   | Celtic               |

### Matchs rejoués
| Équipe accueillant | Score | Équipe visiteuse |
| ------------------ | ----- | ---------------- |
| Celtic             | 1–0   | Rangers          |

## Quarts de finale
| Équipe accueillant           | Score | Équipe visiteuse |
| ---------------------------- | ----- | ---------------- |
| Brechin City                 | 2–2   | Saint Johnstone  |
| Dundee United                | 2–2   | Motherwell       |
| Inverness Caledonian Thistle | 1–2   | Celtic           |
| Saint Mirren                 | 1–1   | Aberdeen         |

### Matchs rejoués
| Équipe accueillant | Score | Équipe visiteuse |
| ------------------ | ----- | ---------------- |
| Aberdeen           | 2–1   | Saint Mirren     |
| Motherwell         | 3–0   | Dundee United    |
| Saint Johnstone    | 1–0   | Brechin City     |

## Demi-finales
| Équipe accueillant | Score | Équipe visiteuse |
| ------------------ | ----- | ---------------- |
| Motherwell         | 3– 0  | Saint Johnstone  |
| Aberdeen           | 0–4   | Celtic           |

## Finale
| Équipe accueillant | Score | Équipe visiteuse |
| ------------------ | ----- | ---------------- |
| Motherwell         | 0-3   | Celtic           |